# Viggo S. Jørgensen
Viggo Simon Jørgensen (født 25. oktober 1902 i Odense, død 12. august 1981 i København) var en dansk arkitekt, der særligt havde sit virke i København.
Han modtog i 1943 Eckersberg Medaillen.
Fra 1959 til 1969 sad han i bestyrelsen for Boldklubben af 1893.

## Værker
- Aldersrenteboliger, Sundparken, Øresundsvej (1939-40, sammen med Poul Holsøe)
- Torvegården, Christianshavn (1940-1941, sammen med Svend Gunnar Høyrup).[3]
- Aldersrenteboliger, Valbyholm (1941-42, sammen med Poul Holsøe)
- Udvidelse af De Gamles By, Nørre Allé 41 (1948-50, 1961-63, sammen med F.C. Lund)
- Pensionistboligerne Voldboligerne, Bådsmandsstræde, Christianshavn (1950-1952, sammen med F.C. Lund og Poul Holsøe)[4]
- Arildsgård, en del af bebyggelsen Voldparken, Husum (1950-52, sammen med F.C. Lund)
- Boligbebyggelse, Bellmansgade 7-37, i dag Andelsboligforeningen Bellmansgade 7-37 (1961, sammen med F.C. Lund)